# Origin (數據分析軟件)
Origin是由OriginLab公司开发的一个科学绘图、数据分析软件，支持在Microsoft Windows下运行。Origin支持各种各样的2D/3D图形。Origin中的数据分析功能包括统计，信号处理，曲线拟合以及峰值分析。Origin中的曲线拟合是采用基于Levernberg-Marquardt算法（LMA）的非线性最小二乘法拟合。Origin强大的数据导入功能，支持多种格式的数据，包括ASCII、Excel、NI TDM、DIADem、NetCDF、SPC等等。图形输出格式多样，例如JPEG，GIF，EPS，TIFF等。内置的查询工具可通过ADO访问数据库数据。

## 界面

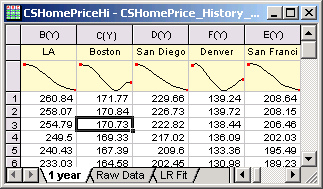
在Origin的工作表中，通过数据上方的行可以直接看到Sparkline的大致形状，而不需要画图后再进行观察。

Origin是一个具有电子数据表前端的图形化用户界面软件。与常用的电子制表软件不同，如Excel。Origin的工作表是以列为对象的，每一列具有相应的属性，例如名称，数量单位，以及其他用户自定义标识。Origin以列计算式取代数据单元计算式进行计算。Origin可使用自身的脚本语言（LabTalk（页面存档备份，存于））去控制软件，该语言可使用Origin C进行扩展。Origin C是内置的基于C/C++的编译语言。
值得注意的是，Origin可以作为一个COM服务器，通过VB.NET, C#, LabVIEW等程序进行调用。

## OriginPro
Origin当前发布了两个版本，标准版本（Origin）以及价格稍高的专业版本OriginPro。后者新增了一些数据分析功能，例如曲面拟合，短时傅里叶变换以及一些更加高级的统计功能。

## 历史
Origin最初是一个专门为微型热量计设计的软件工具，是由MicroCal公司开发的，主要用来将仪器采集到的数据作图，进行线性拟合以及各种参数计算。1992年，Microcal软件公司正式公开发布Origin，公司后来改名为OriginLab。公司位于美国马萨诸塞州的北安普顿市。

## 版本发布时间
- 2021/11/17 Origin 2022
- 2020/10/27 Origin 2021
- 2019/10/25 Origin 2020
- 2018/10/26 Origin 2019. 新增开始菜单，高亮显示数据点及绘图，数据点提示，工作表条件格式，新工作簿对话框，列视图，小提琴图，平行坐标图，集群图，双Y轴叠加图，行绘图，类别等高线，带标签热图，四面体图，分组散点图，堆积直方图，统计指南App，绘图App，等十多个App。
- 2018/4/24 Origin 2018b. 新增按出版需求调节图形大小,自定义图层间的共同属性,改进数据自定义显示格式,工作簿与矩阵预览,矩阵簿作为工作表嵌入到工作簿，母版页面的改进,当前窗口指示器, 动态调整预览窗口大小, 多核CPU分布式批处理。

.* 2017/11/9 Origin 2018. 新增 Cell formula, Unicode, Bridge chart.
- 2016/11/10 Origin 2017. 新增图像功能和Javascript支持
- 2015/10/23 Origin 2016  支持内置App，新增R语言支持
- 2014/10 Origin 2015[4]  新增图像预览，二维核密度绘图和Python支持
- 2013/10 Origin 9.1 支持全新坐标轴参数对话框，支持绘制三线图（英语：Piper diagram）（Piper Diagram）和三元图（英语：Ternary plot）（Ternary  Plot）
- 2012/10 Origin 9.0 新增基于OpenGL技术的高性能3D绘图功能
- 2011/11 Origin 8.6 支持64位操作系统
- 2011/4 Origin 8.5.1
- 2010/9 Origin 8.5.0
- 2009/10 Origin 8.1
- 2007/10 Origin 8 [2]
- 2003/10 Origin 7.5
- 2002/2 Origin 7.0
- 2000/9 Origin 6.1
- 1999/6 Origin 6.0
- 1997/8 Origin 5.0
- 1995/2 Origin 4.1
- 1994/7 Origin 3.5
- 1993/8 Origin 2.9
- 1993年 Origin 2

## 其他相關軟體
由於Origin的功能較為尋常，專案檔（.pro）是封閉格式，並且只支援Windows這個作業系統，是其較大的缺點。因此網路上也有不少免費及開源或自由軟體實作出類似功能的軟體。其中以LabPlot（页面存档备份，存于）（基於KDE函式庫）以及QtiPlot（基於QT開發的）為最知名的同類軟體，因此在實驗室數據分析方面的工作，這兩套軟體是不錯的替代選擇。

### 引用
1. ↑  .   [2008-11-04]. （原始内容存档于2012-02-15）.
2. ↑  .   [2008-11-03]. （原始内容存档于2008-08-21）.

### 书目
- . ISBN 9787122020741.
- . ISBN 7810773364.